# Esterhøj
Esterhøj är en kulle i Danmark.   Den ligger i Odsherred Kommune och Region Själland, i den östra delen av landet, 70 km väster om Köpenhamn. Toppen på Esterhøj är 88 meter över havet. Esterhøj ligger på ön Själland, strax väster om samhället Høve.
Närmaste större samhälle är Holbæk, 20 km sydost om Esterhøj. Trakten runt Esterhøj består till största delen av jordbruksmark.